# 緒方惠美
緒方惠美（日语：／ Ogata Megumi，1965年6月6日—），日本女性配音員、演員、歌手。當歌手或填詞時藝名為「em:óu」。出身於東京都千代田區。Breathe Arts代表。身高170cm。B型血。

## 經歷
所屬事務所經歷依次為：青二Production→日音Artist→SPACE CRAFT PRODUCE→Holy Peak→自由身→JTB Entertainment→自由身（NEVERLAND ARTS商業合作）→Breathe Arts〈2019年2月起〉。
緒方惠美是在一家六口的家庭長大，包括父母、祖母和兩個弟弟，其出生地在秋葉原（千代田區外神田中央通沿線）（詳情請見下面）。受到父母擅長音樂的影響，她從三歲開始彈鋼琴，還學習了芭蕾舞和日本舞。
千代田區立芳林小學（現昌平小學）畢業後，進入桐朋女子中學，並從同一所高中畢業。學生時代就開始熱愛西方音樂，並繼續業餘音樂活動，如從聽音樂到作詞作曲、兼職彈唱等。另一方面，她秘密憧憬演藝圈，所以從高中開始就立志成為一名演員（詳情請見下面）。
之後就讀於東海大學海洋學系，一年後輟學，重新進入東京聲專音樂學校（後來的昭和音樂藝術學院）的音樂科系。從同一所學校畢業後，她加入了劇團「夢幻島音樂社區」，並在劇團演出的同時以音樂劇演員的身份出現在商業音樂劇中。劇團解散後，當時的製片人對緒方說「當妳站在舞台上演少年的時候很漂亮。試試配音怎麼樣」就這一句建議，她以此為契機進入配音業界。24歲時進入了被評估為才華橫溢的聲優訓練學校青二塾，然後正式成為青二Production所屬。此外，與緒方同期加入青二的有笠原留美、新山志保、石川英郎、阪口大助、山田真一。在此期間，她經歷了自身的第一次婚姻和離婚。
1992年在《幽☆遊☆白書》以藏馬一角配音出道，1995年在《新世紀福音戰士》被任命飾演主角碇真嗣。隨著第三次聲優熱潮的出現，緒方在廣播節目和聲優雜誌等媒體曝光不斷，一舉加入當紅聲優（配音員）的行列。1994年，她獲得第17屆Anime Grand Prix「聲優部門獎」。此時，從男性角色組藏馬和女性角色組天王遙開始，所有部門都有跟緒方相關的作品。
早期開始專注於網絡廣播節目，本身的第一個廣播節目《秘密的花～園》到《漢組》系列自2001年開始持續了長達8年的時間。
2004年4月1日，與小她13歲的一級建築師男性再婚，然後居住在他們2人一起購買的公寓裡至今（2022年）。
2009年，與演劇集團焦糖盒子的演員口理惠及演員兼劇作家真柴杏希3人一起組成演劇組合「ARMs」。 
2013年，獲得第7屆聲優Awards「高橋和枝獎」。
2017年2月22日，提前向會員公佈了生日直播的信息。4月8日起，公佈配音出道25週年企劃。將發布第1彈「Live」、第2彈「透過眾籌在日本和海外同時銷售CD」以及第3彈和第4彈計劃。並公開專屬的網站。
2019年2月1日設立新的聲優事務所Breathe Arts，並就任代表，同時也開設完全免費學堂「Team BareboAt」。
2021年12月，於緒方親自主辦的2022年3月慶典活動「Precious Anime & Game Songs Festival」同時舉行眾籌。同年12月31日於NHK《第72回NHK紅白歌合戰》「Colourful特別企劃 ～給予明天勇氣的歌～」上，以《新世紀福音戰士》碇真嗣的聲音叫了白組主持人大泉洋的名字，並說了一句台詞「不能逃避」作為紅白特別企劃出場。
2022年，迎接配音出道30週年。同年3月5日，獲得第16屆聲優Awards「主演女優獎」。

## 成長過程

### 童年家庭和出生地
父親是東寶、寶塚的指揮和長號演奏家，並擔任越路吹雪的音樂總監，母親是在聲樂的世家長大，家裡總是在演奏音樂，有長笛、小提琴、大提琴等幾十種樂器。
緒方從小住在出生地秋葉原的一棟狹窄的五層樓房，後面是一棟兩層樓的房子，由一條連接的走道相連。其家族是擁有100歷史的家族企業，經營清酒釀造儀表的公司，該建築是辦公空間和住宅空間的混合建築。之後，父親因心臟病發無法彈奏樂器，於是接手了家族事業，同時和妻子在大樓一樓開了一家咖啡店。

### 青少時期
小學六年級第一次參加學校演出時，其表現受到周圍的人稱讚，並有了表演的樂趣。之後在電影院看了電影《宇宙戰艦大和號》和《銀河鐵道999》，也在角落閱讀小冊子才了解有配音員這項職業存在。
中學時期加入了手球社，在沒有比賽的週六和週日開始在父母的咖啡店打工。進入高中後報考了藝能經紀公司的培訓學校並通過了考試，約2個月後就收到了戲劇和舞台工作的錄取通知書。但事實證明，她在校期間就讀的高中規定禁止演藝活動，所以她放棄了演藝活動並離開了經紀公司。正是因為這段挫折激發了她要認真一名演員，上高中的時候，她和朋友們成立了一個戲劇社團，愛上了表演的樂趣。
高中畢業後本來要成為演員被父親反對，因此她決定一邊上大學一邊演戲劇。並在尋找一個可以參加本身擅長科目的考試地點時，卻通過了東海大學海洋學院的考試。然而在開學前，卻得知海洋學院的校區位於靜岡縣沼津市，於是匆忙地搬進了當地的學生宿舍，就一直住在那裡。

### 從音樂劇演員到配音員
後來，緒方想在家鄉東京進行表演，於是選擇退學回到了家鄉。可是卻激怒了父親就把她趕出了家門，只好用她打工存下來的錢搬進了位於世田谷區南烏山（千歲烏山站附近）的一間公寓裡過著貧窮的生活。
之後，祖母不忍心看到她這樣的困境，獲得了父母的許可前往東京聲專音樂學校（後來的昭和音樂藝術學院）學習歌劇。然而，她申請的不是歌劇部門，而是悄悄申請了新成立的音樂科系。入學後她便搬進了新的公寓，其目標是在兼職的同時要成為一名音樂劇演員。
從音樂學校畢業後，在轉職成配音員前所屬的劇團「夢幻島」即將解散前，由於最終公演的準備繁忙，休息時正好到一家占卜喝茶店。她以好玩的心情占卜出的結果是「最近會有很重要的事情發生，幾個月後會有一個很好的機會，絕對不能放過」經過了約半年後，從雜誌上看到青二塾專門學校正在招募學生，結果報考合格。入學2年後就在參加《幽☆遊☆白書》的要角藏馬的配音試鏡時，只說了一半「我是青二Production的緒方…」，就被評審員以「啊，這就是藏馬！」為由決定錄用，和占卜的結果一模一樣。
作為配音員出道後，當時只有一兩部常駐演出，所以利用剩餘的時間進行表演和發聲的訓練。大約半年後，聲優雜誌陸續推出，周圍的局勢隨著第三次聲優熱潮的出現而徹底改變。大概在那個時候開始，每個月有十多個常駐演出的工作。

### 青二塾入塾之後的私生活
青二塾入學之後，父親卻心臟惡化，緒方和男朋友在談話中告訴了他這件事。男友則回她說「看在妳父親的份上，我們快點結婚吧」，然後就匆忙決定了婚事。父親看到她成為新娘高興地說「妳已經向我展示了唯一的孝道」之後沒多久去世了。
父親去世之後，她一邊做家庭主婦，一邊就讀青二塾，從青二塾畢業後，大部分的時間在試鏡和工作上，與家人陪伴的時間越來越少。於《幽☆遊☆白書》的試鏡獲得第一個角色時，自己意識到未來的生活會變得更加忙碌，和丈夫談了半年之後就離婚。
與第一任丈夫離婚後，她開始獨自居住在文京區根津位於老家附近的一間公寓裡。1998年離開青二Production便成為自由身，在豐島區（西武池袋線椎名町站附近）租了2DK公寓作為私人辦公室本來要重新開始，卻因為操勞過度在2000年的時候休業。
然而，在得知老家欠債沒多久，為了養家糊口，她與自己的公寓和私人辦公室解約，沒有其他的選擇休業。這件事已在（2022年）數年前設法解決了老家的債務和建築的問題。

## 特色
緒方演過很少年的角色，也是配音界第一位為男高中生以上配音的女性配音員。此外，她演角色的範圍很廣，從中性化角色到成年女性都有。所以也被暱稱為「男八段」。

### 《新世紀福音戰士》相關
1995年秋天左右，緒方在《新世紀福音戰士》中被導演庵野秀明親自提名飾演本作品的主角碇真嗣。而碇真嗣這個角色中細膩地刻畫了一個14歲少年的內心波動，成為了緒方名副其實的代表作。
電視版播出後，緒方繼續擔任碇真嗣的聲音，在電影版《Air/真心為你》中，她對電影版中的某段台詞沒有人情味而表示不認同。因此與製作導演庵野秀明討論，最後更將台詞變更。即使是之後發行的遊戲《碇真嗣育成計畫》，在有關遊戲中登場的真嗣所要尋找的商店（基礎音樂）一個橋段中，更提出「在設定中長年演奏大提琴的真嗣要是不懂音樂用語的話會很不自然」的意見，因此而更改台詞。
還有在電影版最後一幕的錄音中，為了因應導演要求表演輕輕掐住明日香（宮村優子）的脖子，但其實快要喘不過氣來了。此外，有傳言說「實際上是在騎坐在宮村身上錄製的」，但本人在電視節目中否認了這項說法，稱「騎馬時無需移動麥克風」。
緒方自己也說即使《新世紀福音戰士》完結那麼久，還是不能冷靜的觀看劇情。在之後的《福音戰士新劇場版：序》中，還錄製了超過5頁的劇本在（來自第6使徒加粒子光波）高溫的L.C.L.中沸騰尖叫的場景，錄完的隔天她感覺喉嚨有問題並進行檢查時，不是自身的聲帶受傷了，事實上是氣管變熱造成的輕微灼傷。
基於2021年上映的最終作《新·福音戰士劇場版:│▌》上，緒方談及了演出之後的感想。她說「自從動畫系列播出以來，自己扮演碇真嗣的角色已經超過25年，《新世紀福音戰士》已經成為其配音生涯的一大部分。多年來一直扮演著碇真嗣的角色，內心有一種強烈的義務，就像詛咒一樣，“不應該失去14歲的靈魂』”。但現在系列已經完結，“14歲的靈魂”彷彿變成了我體內的血肉，似乎不再是可以失去的東西。現在回想起來，毫不誇張地會成為《新世紀福音戰士》碇真嗣的配音員。到目前為止，我相信正是因為演了碇真嗣，我才能夠繼續當配音員。」。

### 其它作品的逸事
在《幽☆遊☆白書》中，選擇她演藏馬的工作人員懷疑「這不是女性配音員第一次扮演高中男生嗎」。動畫開播之前，原作漫畫的粉絲知道緒方會演藏馬的角色，甚至寫信問：「為什麼藏馬是由女生擔任」。
然而，緒方在動畫播出之後的第一次戶外活動一上台時，不斷出現荒謬的黃色聲音。
在《吸血姬美夕》中，緒方一人分飾二角演雪女的少女「冷羽」和她一直在手邊的人偶「松風」，以少女和少年連續的角色連續對話也是難度相當高的演技。在《遊☆戲☆王》和《庫洛魔法使》中，她也負責性格完全不同的角色。
在錄製廣播劇CD《皇龍騎士團》時，即使看了角色（倫恩）的插圖，她也分不清是該角色是男生還是女生，導演說「緒方的話可以任何一種方式。就當天處理」。
關於《魔法騎士雷阿斯》第一章中飾演翡翠公主的角色，直到接到報價為止緒方還是繼續扮演男性角色，而苦惱著拼命演戲。她後來透露「當我第一次收到報價時，經紀人接到電話說『要讓我們的緒方飾演公主的角色嗎？』」「當緒方的名字出現在第一集試映會的預告片字幕上的那一刻，會場爆發一片驚呼」。此外，在劇中翡翠公主說「幫幫我……」時，龍咲海（吉田小南美）和菲利歐（山崎巧）用愛嘲諷她說「沒有人能幫助你！」。
在廣播劇CD版《浪客劍心》演緋村劍心時，覺得對劍一無所知就無法演戲，就跑去學了劍道。
在《幸福光暈》中，她飾演母親一角，這在其演藝生涯中是少有的。起初，緒方本人意識到這是迄今為止演出經歷中沒有演過的角色，但是擔任導演的佐藤順一與緒方2人有著長期的友誼，就以「有這樣的一面（母性）」一句話讓她演母親的角色。

## 人物
俠義的個性和言論，經常被稱為「ANIKI」。知道此事的Lantis社長井上俊次下令橋本美雪、AiRI、佐紗花組成緒方會，作為遠藤會的敵對派系，並在動畫歌曲AAA2014上展露頭角。
在《VOICE Animage》（現《VOICE Newtype》）中，她能夠體驗到與連載現場報導專欄有關的各種職業，但她能夠快速掌握其中的大部分，並表現出靈巧性。
上電視節目時，認為自己不是通過露臉來扮演角色。原因是這對參與繪製動畫的人很不禮貌。
演戲的基本原則是「扔掉我平時戴的“面具”和“盔甲”。為了非常投入其所配的角色，重要的是能夠自由地扔掉透過你的年齡和經驗獲得的面具和盔甲」。
幕末時期醫師、蘭學學者緒方洪庵的分家子孫。過去家人會鼓勵她追隨祖先的腳步成為一名醫生。
電視連續劇的追劇狂人，一集都不會錯過。一季（3個月）平均觀看至少超過10部作品。
2013年6月13日於更新部落格中寫道「拿到大型摩托車執照了！」。並介紹自己的騎摩托車去了竹原（廣島縣）一趟。

## 音樂活動
如前所述，緒方很早以前就以業餘愛好者的身份從事音樂活動，在彈唱的兼職工作中，她也演唱了自己的歌曲。由於父母家裡是古典音樂世家，一說到唱歌，她就想到了歌劇演員，本人說「我從來沒有想過要成為一名專業的音樂人」。然而，在作為配音員賣得很好之後便開始了全面的專業活動。
起初作為配音員的她意識到配音員的粉絲把唱歌當作動畫作品的角色歌曲的延伸，認為應該專注於唱歌而不是作曲。
然而，緒方在2000年加入Lantis之後，在社長井上俊二的推薦下，她以同時作詞作曲的創作歌手身份轉變為正式的音樂活動。
加入Lantis後有一段時間仍在做流行歌曲，但在井上的支持下成了轉折點，逐漸開始專注於搖滾和樂團的活動。
2000年代曾進行了一些活動，例如乘坐廂型車帶樂團四處活動，但後來她開始認為可以更自由地做這些事。因此在2012年1月25日發行的其個人專輯《Rebuild》上稱「感覺就像是出道專輯」。
目前幾乎包辦部分的作曲和所有歌詞，並在日本和海外進行了充滿活力的進行現場表演。
2016年10月27日，以在niconico動畫中首次亮相。當天瀏覽量突破28萬，列入目錄別每日排行第1名，同時在niconic動畫綜合每日排行中登上第1名。
在2017年1月25日發行的原創專輯《real/dummy》中，緒方與佐藤純之介合作，參與了真人頭戴式麥克風的開發，這是一種人類佩戴的頭戴式麥克風，比如戴上真正的假頭麥克風並錄製了一個鏡頭（日本首創），是一首實驗性的歌曲。

### 配音出道25週年企劃
- 第1彈：誕生日演唱會（2017年6月6日舉辦）
- 第2彈：眾籌活動「我想在國內和國際上推出CD。出演動畫翻唱專輯《Animeg.25th》」。在美國則是舉辦眾籌（miraimode[46]）。及海外，Tokyo Otaku Mode Shop Tokyo Otaku Mode Shop計劃在10月左右進行通常發售。
- 第3彈：ARMs，睽違2年活動再啟動。ARMs PRESENTS於2017年9月2日、3日連續兩天舉辦。
- 第4彈：專輯《Animeg.25th》國內巡迴演唱。
- 第5彈：自我翻唱精選專輯《EARLY OGATA BEST》2018年5月30日發行。
  - 特別節目《文化放送行動版 plus presents直播！緒方惠美的向銀河吶喊！2018TAMA』（6月20日，文化放送超！A&G+）

## 演出
粗體字表示主要角色。

### 電視動畫
1992年
- 小小男子漢（山口靜雄、八百屋老闆娘）
- 丸出日太夫
- 幽☆遊☆白書（1992年—1995年，藏馬／南野秀一[47]、母親、雪村螢子的母親 等）

1993年
- GS美神（橫島忠夫的母親、窗口辣妹、少年、社長〈少年時期〉、舟幽靈、高叉妖怪 等）
- 灌籃高手（赤木剛憲〈少年時期〉）
- 七龍珠Z（老奶奶）
- 美少女戰士（1993年—1997年，吸血鬼、小學生、暴風佩斯、天王遙／水手天王星）4系列

1994年
- 飛天少女豬（穆奇）
- 足球小將翼J（1994年—1995年，三杉淳）
- 銀河戰國群雄傳（1994年—1995年，飛龍）
- 秀逗泰山阿達♡（西瑪·瑪魯遜）
- 真拳傳說（日语：真拳伝説タイトロード）（基克斯·羅克韋爾[48]）
- 哆啦A夢 (大山羨代版)（直子、少年）
- 魔法騎士雷阿斯（1994年—1995年，翡翠公主[49]、伊格爾·彼喬[49]）
- 魔天戰神（洛加[50]）

1995年
- 鬼神童子ZENKI（安久、後藤晶／後鬼）
- 蠟筆小新（青蛙可洛、小學生、洋子）
- 新世紀福音戰士（1995年—1996年，碇真嗣）

1996年
- 愛麗絲 in Cyberland（日语：ありす in Cyberland）（查理）
- 魔法提琴手（西撒）
- 鋼鐵神兵（華蓮）
- 名偵探柯南（永井亞矢子）

1997年
- 吸血姬美夕（冷羽／松風）
- VIRUS -VIRUS BUSTER SERGE-（日语：VIRUS）（雷昂）
- CLAMP學園偵探團（如月晶）

1998年
- 機器人播音員 MAICO2010（日语：MAICO2010）（增田馬斯）
- 庫洛魔法使（1998年—2000年，月城雪兔／月[51]）2系列
- 女惡魔人（黑崎葵）
- 遊☆戲☆王（武藤遊戲）
- 烈火之炎（亞希）

1999年
- 傀儡師左近（橘左近）
- 極道君漫遊記（日语：ゴクドーくん漫遊記）（彌勒）
- 麻辣教師GTO（村井樹里亞）
- 格鬥小霸王（死亡）
- 仙界傳 封神演義（普賢真人）
- 南海奇皇南海奇皇（日语：南海奇皇南海奇皇）（大森茗）
- 力石戰士（汪達）

2000年
- 學校怪談（播音室的小茜）

2001年
- 機巧奇傳希約戰記（有坂）
- PROJECT ARMS（阿爾·伯恩）

2002年
- 圓盤皇女（2002年—2003年，瓦爾古蕾、瓦爾古蕾靈魂）2系列
- 奇鋼仙女樓蘭（日语：奇鋼仙女ロウラン）（劉玲華）
- 閃靈二人組（克雷曼）
- SAMURAI DEEPER KYO[52]（真田幸村、穴山小助）
- 東京喵喵（2002年—2003年，青山雅也／藍騎士／藍影者）
- 花田少年史（橫溝人志、仁美）
- 尋找滿月（2002年—2003年，泉·里歐）

2003年
- 偵探學園Q[53]（2003年—2004年，連城究）

2004年
- 怪醫黑傑克（基頓）

2005年
- 武器種族傳說（拉撒蒂·地可蕾絲）

2006年
- 天使心（楊芳玉）
- 怪醫黑傑克21（特里頓）
- 認真地不認真的怪傑佐羅利（王子）

2007年
- 京四郎與永遠的空（華爾蒂西亞）
- BLEACH（蒂雅·赫麗貝兒[54]）

2008年
- Keroro軍曹（岡本八八十）
- S·A特優生 ～Special A～（彗的父親〈瀧島曉〉）

2010年
- Angel Beats！（直井文人）
- 超級機械人大戰OG -The Inspector-（琳·毛）

2011年
- 神樣DOLLS（小季）
- 幸福光暈系列（2011年—2013年，澤渡楓的母親、澤渡珠惠[55]）2系列
- 日常（第13話預告旁白）
- 認真和我談戀愛！（Cookie）

2012年
- 戀愛與選舉與巧克力（夢島朧[56]）
- 最強學生會長 異常（球磨川禊[57]）

2013年
- 槍彈辯駁 希望學園與絕望高中生 The Animation（苗木誠[58]）
- DEVIL SURVIVOR2 the ANIMATION（小時候的大和）

2014年
- 監督不行屆（第拾貳話旁白）
- 東京ESP（大空步[59]）
- HAMATORA -超能偵探社-（桃香）2系列[注 7]
- 棺姬嘉依卡（里加爾圖·加瓦爾尼）

2015年
- 暗殺教室（2015年—2016年，堀部糸成[60]）2系列
- 大家集合！法爾康學園SC（日语：みんな集まれ!ファルコム学園）（傑立歐）

2016年
- 蒼之彼方的四重奏（各務葵[61]）
- 槍彈辯駁3 -The End of 希望峰學園- 未來篇／絕望篇／希望篇（苗木誠、狛枝凪斗[62]）2系列 + 特別篇
- 神聖之門（旁白）
- 魔法少女育成計劃（森林音樂家克萊莓[63]）
- Regalia 三聖星（約翰[64]）

2017年
- 此花綺譚（女主人[65] / 椿）
- 奇諾之旅 -the Beautiful World- the Animated Series（蘇[66]）

2018年
- 庫洛魔法使 透明牌篇（月城雪兔／月[67]）
- 妖精森林的小不點（小骨的店主／瑪雅）
- 魔法少女 俺（改造人一鄉／藤本一鄉[68]）
- 新幹線戰士（2018年—2021年，碇真嗣[69][70]）2系列[注 8]
- INGRESS THE ANIMATION（ADA[71]）
- 星光頻道（神戶）

2019年
- 南無阿彌陀佛！ -蓮台 UTENA-（亞沙）
- KING OF PRISM -Shiny Seven Stars-（大和維多利亞[72]、德拉奇）
- 夢幻之星Online2 EPISODE ORACLE（2019年—2020年，錫安[73]／夏奧／GH440／克拉麗莎）

2020年
- 地縛少年花子君（花子君[74]、司）
- 小邪神飛踢'（美少年）
- 女武神的餐桌（奧拓·阿波卡利斯〈幼少期〉[75]）
- 全員惡玉（醫生[76]）

2021年
- 平穩世代的韋駄天們（伊斯理[77]）
- 逆轉世界的電池少女（薩巴恩）

2022年
- 鍵等（直井文人[78]）
- BLEACH 千年血戰篇（蒂雅·赫麗貝兒）
- POP TEAM EPIC 電視動畫作品第二系列（POP子〈第9話A段〉[79]）

2023年
- 在無神世界裡進行傳教活動（庫連[80]／洛基[81]）
- 雖然等級只有1級但固有技能是最強的（葉莉可）
- 放學後少年花子君（花子君、司[82]）
- 咒術迴戰 懷玉·玉折／澀谷事變（乙骨憂太）

2024年
- SHY靦腆英雄（心刀・無垢[83]）
- 青之壬生浪（菊千代〈德川家茂〉[84]）

2025年
- 地縛少年花子君2（花子君[85]、司[86]、柚木普[87]、柚木司）
- 異修羅（逆理的廣人[88]）
- 桃源暗鬼（校長[89]）
- 青之壬生浪 芹澤暗殺篇（菊千代〈德川家茂〉[90]）

### 電影動畫
1993年
- 劇場版 美少女戰士R（地場衛〈少年時期〉）
- 幽☆遊☆白書：夜叉的陰謀（藏馬[91]）

1994年
- 劇場版 美少女戰士S（天王遙／水手天王星）
- 幽☆遊☆白書：冥界死鬥篇 炎之絆（藏馬[92]）

1995年
- 劇場版 美少女戰士SuperS：夢想黑洞的奇蹟（天王遙／水手天王星）
- 起程的冒險者們 水晶國傳說（日语：クリスタニア）（傑諾瓦）

1996年
- (超) 劇場版！靈異教師神眉（飯島久美子）

1997年
- 新世紀福音戰士劇場版：死與新生（碇真嗣）
- 新世紀福音戰士劇場版：Air/真心為你（碇真嗣）

1999年
- 劇場版 庫洛魔法使（月城雪兔[93]）
- 劇場版 遊☆戲☆王（武藤遊戲）

2000年
- 劇場版 庫洛魔法使：被封印的卡片（月城雪兔／月[94]）
- 哆啦A夢：大雄的太陽王傳說（迪奧）

2002年
- 名偵探柯南：貝克街的亡靈（諸星秀樹[95]）

2005年
- 怪醫黑傑克：兩位神秘醫師（兄[96]）

2007年
- 福音戰士新劇場版：序（碇真嗣[97]）

2009年
- 福音戰士新劇場版：破（碇真嗣）

2012年
- 福音戰士新劇場版：Q（碇真嗣[98]）

2014年
- PERSONA3 THE MOVIE（2014年—2016年，天田乾[99]）3作品

2019年
- 劇場版 新幹線戰士：來自未來的神速ALFA-X（碇真嗣）

2021年
- 新·福音戰士劇場版:│▌（碇真嗣[100]）
- 劇場版 咒術迴戰 0（乙骨憂太[101]）

2023年
- 數碼暴龍02 THE BEGINNING（大和田類[102]）

### OVA
1993年
- 幸運女神 OVA系列（森里螢一〈少年時期〉）

1994年
- MAPS（日语：マップス (OVA)#1994年（KSS）版）（錫恩）

1995年
- 奧美蒂III（茱莉安·穆亞）
- 學校的幽靈
- 玩偶遊戲（羽山秋人）
- 美幸夢遊仙境（日语：不思議の国の美幸ちゃん）（冬麗）
- 女神天國（日语：女神天国）（茱莉安娜）

1996年
- 天使夜未眠（日语：アーシアン）（艾薇拉）
- 斬鬼者覺悟（日语：覚悟のススメ）（葉隱散）
- 爆走獵人（密爾菲優）
- 水晶國傳說（日语：クリスタニア）（傑諾瓦）

1997年
- 鋼鐵神兵NEO（華蓮）
- 魔法騎士雷阿斯（翡翠公主、伊格爾[103]）

1998年
- 火聖旅團 DNA Sights 999.9（日语：火聖旅団ダナサイト999.9）（台羽哲郎）
- 玻璃假面 擁有千張假面的少女（北島真夜）
- 刻之大地 ～花之王國的魔女～（日语：刻の大地）（詹德）

1999年
- 鬱金香海岸物語（喜德）
- 銀河少女警察 The Animation（梅爾維娜·麥嘉倫[104]）

2003年
- 圓盤皇女 SPECIAL（瓦爾古蕾）

2005年
- 圓盤皇女 星靈節的新娘（瓦爾古蕾、瓦爾古蕾靈魂）

2006年
- 圓盤皇女 時空與夢想的銀河之宴（瓦爾古蕾）

2010年
- 幸福光暈（澤渡楓的母親）

2011年
- Fate/Prototype（Rider的主人）

2012年
- One off（影山）
- 人類衰退之後（妖精[注 9]）

2014年
- 絕滅危愚少女 Amazing Twins（日语：絶滅危愚少女 Amazing Twins）（彌賽亞夫人[105]）

2015年
- 幸福光暈 ～畢業寫真～（澤渡珠惠）

2017年
- 庫洛魔法使 透明牌篇 序幕 小櫻與二人的小熊（月城雪兔[106]）

2018年
- 幽☆遊☆白書「是成是敗」（藏馬）

### 網路動畫
- 拳願阿修羅（2019年—2023年，因幡良[107]）3系列[注 10]
- 天空侵犯（2021年，沖原真司[108]）

### 遊戲
1993年
- 閃耀的御宅星座 IN ANOTHER WORLD（日语：おたくの星座）（敏、約翰約翰）
- 幽☆遊☆白書（日语：幽☆遊☆白書 (スーパーファミコン)）（藏馬）[注 11]
- 幽☆遊☆白書 闇勝負!! 暗黑武術會（日语：幽☆遊☆白書 闇勝負!!暗黒武術会）（藏馬）

1994年
- 足球小將翼（三杉淳）
- TWIN GODDESS（日语：ツインゴッデス）（卡蜜拉）
- 美少女戰士（日语：美少女戦士セーラームーン (ゲーム)）（天王遙／水手天王星）
- 幽☆遊☆白書（藏馬）[注 12]
- 幽☆遊☆白書 特別篇（藏馬）
- 幽☆遊☆白書 魔強統一戰（藏馬）
- 幽☆遊☆白書2 格鬥之章（藏馬）

1995年
- 聖夜物語（日语：聖夜物語）（聖母莉娜、教皇維梅薩）
- 鬥神傳（日语：闘神伝）（1995年—1998年，特雷西）7作品
- Battle Tycoon（日语：フラッシュハイダース 巴哈）（派雀特·貝恩）
- 魔法騎士雷阿斯（翡翠公主）[注 13]
- 幽☆遊☆白書FINAL ～魔界最強列傳～（藏馬、妖狐）

1996年
- 現代吸血鬼（神宮寺玲緒）
- 新世紀福音戰士（碇真嗣）[注 13]
- 星際鬥劍（日语：スターグラディエイター）（六月）
- 真愛故事（日语：トゥルー・ラブストーリー）（草薙忍）
- （邪神拉普勒斯）
- 銀河少女警察2086（梅爾維娜·麥嘉倫）
- Last Bronx -東京番外地-（日语：ラストブロンクス -東京番外地-）（港野洋子）
- 女武神傳說 外傳 羅沙的冒險（日语：ワルキューレの伝説 外伝 ローザの冒険）（蜜雪兒）

1997年
- 新世紀福音戰士 2nd Impression（碇真嗣）
- 新世紀福音戰士：鋼鐵戀人（碇真嗣）
- 超級機器人大戰F（琳·毛、碇真嗣）
- 天外魔境 第四默示錄（星夜）
- 古墓奇兵（蘿拉·卡芙特）
- 銀河少女警察 Re-inforce（梅爾維娜·麥嘉倫）

1998年
- 戀愛物語 特別篇 ～戀愛與魔法的學園生活～（日语：エーベルージュ）（卡雷納克·魯西永）
- 金田一少年之事件簿 星見島 悲哀的復仇鬼（桂木直／直木桂一）
- 新世紀福音戰士 EVA和愉快的夥伴們（日语：新世紀エヴァンゲリオン エヴァと愉快な仲間たち）（碇真嗣）
- 超級機器人大戰F完結篇（琳·毛、碇真嗣）
- 快打旋風EX2（日语：ストリートファイターEX）（莎倫（日语：シャロン (ストリートファイター)）、七瀨（日语：七瀬 (ストリートファイター)））
- 精靈召喚 ～Princess of Darkness～（日语：精霊召喚 〜プリンセス オブ ダークネス〜）（蓋亞）
- Dancing Blade 任性桃天使！（主角）
- 兵蜂RPG（日语：ツインビーRPG）（席古）
- 夢☆色（南野誠）

1999年
- 新世紀福音戰士 (NINTENDO64)（碇真嗣）
- 快打旋風EX2 PLUS（七瀨）
- Dancing Blade 任性桃天使！II ～Tears of Eden～（主角）
- 銀河少女警察 The 3rd Planet（梅爾維娜·麥嘉倫）

2000年
- 再見了宇宙戰艦大和號 愛的戰士們（日语：さらば宇宙戦艦ヤマト 愛の戦士たち）（米魯（日语：ミル (宇宙戦艦ヤマト)））
- 新世紀福音戰士 麻雀補完計劃（日语：新世紀エヴァンゲリオン エヴァと愉快な仲間たち）（碇真嗣）
- 超級機器人大戰α（碇真嗣）
- 快打旋風EX3（七瀨）

2002年
- 洛克人Zero（赫爾琵亞）
- 遊☆戲☆王 怪獸膠囊育成與戰鬥（武藤遊戲）

2003年
- 吸血姬夕維 ～千夜抄～（千珠）
- 新世紀福音戰士2（碇真嗣）
- 新世紀福音戰士 綾波育成計劃 with 明日香補完計劃（碇真嗣）
- 新世紀福音戰士：鋼鐵戀人2nd（碇真嗣）
- 超級機器人大戰Scramble Commander（日语：スーパーロボット大戦Scramble Commander）（碇真嗣）
- 洛克人Zero 2（日语：ロックマンゼロ2）（赫爾琵亞、喬娜）

2004年
- 超級機器人大戰MX（碇真嗣）
- 洛克人Zero 3（日语：ロックマンゼロ3）（赫爾琵亞、喬娜）

2005年
- Anima Mundi 無盡的暗夜之舞（揚·范·瑞斯堡）
- 武器種族傳說 -翠風之劍-（拉撒蒂·地可蕾絲）
- 空色之風琴 -Remix-（日语：空色の風琴）（斯特拉）
- 超級機器人大戰MX 攜帶版（碇真嗣）
- 第3次超級機器人大戰α 終焉之銀河（碇真嗣）
- 幽☆遊☆白書FOREVER（日语：幽☆遊☆白書FOREVER）（藏馬）

2006年
- 新世紀福音戰士機密檔案（日语：シークレット オブ エヴァンゲリオン）（碇真嗣）
- 新世紀福音戰士：鋼鐵戀人 特別篇（碇真嗣）
- 新世紀福音戰士2 被創造的世界 -another cases-（碇真嗣）
- 女神異聞錄3（天田乾）
- 神秘事件 ～八十神薰之事件簿～（日语：探偵紳士シリーズ）（八十神薰）
- 神秘事件 ～偵探假期～（日语：探偵紳士シリーズ）（八十神薰）
- 洛克人ZX（模組H）

2007年
- THE BATTLE OF 幽☆遊☆白書 ～死鬥！暗黑武術會～ 120%（藏馬）
- 新世紀福音戰士機密檔案 攜帶版（日语：シークレット オブ エヴァンゲリオン）（碇真嗣）
- 十次元立方體 ～生存遊戲～（日语：十次元立方体サイファー）（八十神薰）
- 新世紀福音戰士 戰鬥交響曲（日语：新世紀エヴァンゲリオン バトルオーケストラ）（碇真嗣）
- 超級機器人大戰OG ORIGINAL GENERATIONS（琳·毛）
- 公主夢魘（日语：プリンセスナイトメア）（幻影）
- 女神異聞錄3 FES（天田乾）
- 名偵探福音戰士（日语：名探偵エヴァンゲリオン）（碇真嗣）

2008年
- 新世紀福音戰士 綾波育成計劃DS with 明日香補完計劃（碇真嗣）
- 宵星傳奇（優帝爾·阿爾吉羅斯·修拉瑟）
- 神秘事件PORTABLE ～八十神薰的挑戰！～（日语：探偵紳士シリーズ）（八十神薰）
- 神秘事件WINDOWS ～八十神薰的挑戰！～（日语：探偵紳士シリーズ）（八十神薰）

2009年
- 新世紀福音戰士 戰鬥交響曲 PORTABLE（日语：新世紀エヴァンゲリオン バトルオーケストラ）（碇真嗣）
- 女神異聞錄3 PORTABLE（天田乾）

2010年
- 槍彈辯駁 希望學園與絕望高中生（苗木誠）

2011年
- 戰律雲端（日语：戦律のストラタス）（一八式CO）

2012年
- 現在就想告訴哥哥，我是妹妹！（小林琉伍[109]）
- 超級槍彈辯駁2 再見絕望校園（狛枝凪斗[110]）
- 夢幻之星Online2（錫安／夏奧）
- 認真和我談戀愛！R（Cookie〈第1形態〉[111]）

2013年
- iLog（結川透）
- 巴哈姆特之怒（格里姆尼爾[112]）
- 槍彈辯駁1、2 Reload（苗木誠、狛枝凪斗）

2014年
- J-STARS Victory VS（日语：ジェイスターズ ビクトリーバーサス）（球磨川禊）
- 白貓Project（花月·藤月[113]、碇真嗣[114]）
- 絕對絕望少女 槍彈辯駁Another Episode（苗木誠、僕人[115]）
- 戰場的圓舞曲（日语：戦場の円舞曲）（朝霞[116]）
- 第3次超級機器人大戰Z 時獄篇／天獄篇（碇真嗣）
- 女神異聞錄Q 暗影迷宫（天田乾[117]）
- 女神異聞錄4 無敵究極背橋摔（天田乾[118]）
- 新娘夢工廠（日语：嫁コレ）（直井文人）

2015年
- Angel Beats！ -1st beat-（直井文人[119]）
- 超銀河船團（鵜飼綾香[120]、巴里斯[121]）

2016年
- 蒼之彼方的四重奏（各務葵[122]）
- 暗殺教室 暗殺者育成計劃!!（堀部糸成）
- ingress（ADA）
- STARLY GIRLS（日语：スターリーガールズ）（死神[123]）

2017年
- 超級機器人大戰V（碇真嗣）
- 闇影詩章（風之軍神格里姆尼爾、骨之貴公子）
- 黑玫瑰嫌疑人（美緒·安德森）
- 平假名男子 （[124]）
- 命運之子（洛基[125]）
- 碧藍幻想（2017年—2023年，格里姆尼爾[126]）2作品[注 14]

2018年
- 超級機器人大戰X-Ω（日语：スーパーロボット大戦X-Ω）（碇真嗣）
- 女神異聞錄3 月夜熱舞（天田乾[128]）
- 問答RPG 魔法使與黑貓維茲（月城雪兔／月[129]）
- Fighting EX Layer（日语：ファイティングEXレイヤー）（紗波音（日语：七瀬 (ストリートファイター)））
- CharadeManiacs（射落瑞希[130]）
- 哥特系魔法少女 ～快來訂下契約吧！～（日语：ゴシックは魔法乙女〜さっさと契約しなさい!〜）（翡翠公主[131]）
- 幽☆遊☆白書 100％認真戰鬥（藏馬）
- 女神異聞錄Q2 新電影迷宮（天田乾[132]）
- 魔法氣泡!! Quest（日语：ぷよぷよ!!クエスト）（2018年—2020年，天田乾[133]、月[134]）
- Ingress Prime（ADA）
- 世界末日英雄（日语：ワールドエンドヒーローズ）（透野光希）

2019年
- 超級機器人大戰T（翡翠公主、伊格爾·彼喬）
- 言靈戰士（日语：共闘ことばRPG コトダマン）（2019年—2022年，碇真嗣、藏馬、乙骨憂太[135]）
- 超級機器人大戰DD（2019年—2023年，碇真嗣）
- 庫洛魔法使 快樂回憶（月城雪兔／月[136]）

2020年
- 第五人格（苗木誠[137]）
- 夢幻模擬戰 Mobile（藏馬）
- 世界末日俱樂部（日语：ワールズエンドクラブ）（波奇[138][139]）
- 闇影詩章：霸者之戰（早乙女澪[140]）

2021年
- 幕末維新 翱翔天際之戀（岩倉具視[141]）
- 洛克人X DiVE（日语：ロックマンX DiVE）（赫爾琵亞）
- 時鐘機關的啟示（加奈特[142]）
- Famicom 偵探俱樂部 消失的繼承人／站在身後的少女（日语：ファミコン探偵倶楽部）（主角[143][144]）
- 超級機器人大戰30（翡翠公主、伊格爾·彼喬）
- 妖怪手錶 噗尼噗尼（日语：妖怪ウォッチ ぷにぷに）（碇真嗣）

2022年
- 怪物彈珠（乙骨憂太[145]）
- 崩壞3（奧托·阿波卡利斯〈少年時期〉[146]）
- 狂飆騎士（波戈[147]）

2024年
- 女神異聞錄3 Reload（天田乾[148]）
- 暗喻幻想：ReFantazio[149]

### 成人遊戲
- 認真和我談戀愛！（2009年，Cookie〈第1形態〉）
- 戀愛與選舉與巧克力（2010年，夢島朧）
- 電激衝鋒衛士（日语：電激ストライカー）（2011年，米拉）
- 認真和我談戀愛！S（2012年，Cookie〈第1形態〉）[150]
- 蒼之彼方的四重奏（2014年，各務葵）

### 廣播劇CD、其它CD
- CD劇場 勇者鬥惡龍IV（日语：CDシアター ドラゴンクエスト）（加登堡女將軍）
- Anima Mundi 無盡的暗夜之舞 第2弾暗黑篇 結社之狂宴（揚·范·瑞斯堡）
- 前世今生系列（速瀨和宏）
- 藉著雨點說愛你（秋穗佑司）
- 英雄傳說III 白髮魔女系列（傑立歐）
- 學園革命傳MITSURUGI（日语：学園革命伝ミツルギ）（美劍散散）
- 風之王國（日语：風の王国）（李翠蘭）
- 傀儡師左近系列（橘左近）
- 奇諾之旅 -the Beautiful World- the Animated Series「看不見的真相」-Family Picture-（蘇）[注 15]
- 銀河鐵道之夜（正）
- Grand Stage（陽央秋人[151]）
- 魔音戰士（日语：クレセントノイズ）（羽崎拓）
- 冰之魔物語（伊修卡·雷克·謝爾·拜斯·艾爾）
- 五零鬥士奧基傳（竹柴逢喜）
- Called Gehenna（日语：コールド・ゲヘナ）（魯弗斯·瓏）
- SAMURAI DEEPER KYO系列（真田幸村／穴山小助）
- 終焉之栞系列 終焉re:act（A彌）
- 少年愛麗絲（日语：長野まゆみ）（愛麗絲）
- 少年進化論（日语：少年進化論）（藤崎砂名）
- 新 職業：刺客。（日语：職業・殺し屋。）（宮內啓）
- 私立剋萊兒學園（冰堂鷹郁）
- 超級機器人大戰 鋼鐵駕駛艙（琳·毛）
- 戰國武將物語 ～公主篇～（第七話「濃物語」）
- 時間跳躍的妳來自昨日（日语：タイム・リープ あしたはきのう）（若松和彥）
- Dancing Blade 任性桃天使！（公丸）
- Cho美女與野獸（日语：ちょーシリーズ）（利普洛·無名·托德里亞）
- TWIN SIGNAL（音井實／科德／小時候的音井正信）
- 兵蜂PARADISE（席古）
- Dear 親愛的系列（妃杈·斯梅拉奇）
- 天體議會（日语：長野まゆみ）（水蓮）
- 天馬之血族（アルトジン）
- 刻之大地（日语：夜麻みゆき）（顏德）
- 皇龍騎士團（倫恩）
- Train☆Train（古川光）
- 花之飛鳥組！外傳（日语：花のあすか組!#ドラマCD外伝）（九樂明日香）
- 夢幻遊戲 玄武開傳系列（室宿）
- 魔法氣泡SPECIAL（帕諾蒂）
- 變 HEN（佐藤）
- 女神異聞錄3系列（天田乾）
- 棉花糖女孩（乃村真美）[注 16]
- Popful Mail Paradise 3（日语：ぽっぷるメイル）（小馬）
- 超時空要塞世代（日语：マクロス・ジェネレーション）（拉法爾）
- 認真和我談戀愛！ 廣播劇CD Vol.2（Cookie〈第1形態〉）
- 巨乳戰隊X 廣播劇CD 01、02（秘密小姐）
- 銀河少女警察（梅爾維娜·麥嘉倫）
- 更多！純愛手札（戎谷淳）
- 幽☆遊☆白書系列（藏馬）
- 激進醫院（日语：ラディカル・ホスピタル）（米澤米）
- 戀愛料理 -魔物食譜-系列（魯比諾／科里）
- 浪客劍心系列（緋村劍心）
- Ray Sweeper（劍清）
- 洛克人Zero系列
  - 重灌大碟洛克人Zero（赫爾琵亞）
  - 重灌大碟洛克人Zero·終極（赫爾琵亞、喬娜）
- Fate/Prototype 蒼銀的碎片 廣播劇CD（伊勢三杏路[153]）

### 數位漫畫
- 重返JK：Silver Plan（2021年，尾上慎二）[154]

### 有聲書
- （2022年2月25日，Audible）
- （2022年4月1日，Audible）
- 機龍警察 未亡旅團（2022年7月22日，Audible)
- 機龍警察 火宅（2022年10月21日，Audible）
- 機龍警察 狼眼殺手（2023年1月20日，Audible）
- 機龍警察 白骨街道（2023年5月19日，Audible）
- 再生（暫）（2023年7月28日，Audible）

### 外語配音
- 霹靂特警貓（1994年，安·哥拉〈坎迪·米洛（英语：Candi Milo）〉）
- 網路駭客（英语：Hackers (film)）（1996年，凱特·利比〈安潔莉娜·裘莉〉）
- 沙贊！（2019年，比利·貝特森〈艾許·安傑〉[155]）※劇院公映版。
- 沙贊！眾神之怒（2023年，比利·貝特森〈艾許·安傑〉[156]）

### 特攝影集、實境拍攝
- 電光超人古立特（1993年，馬蒂熊的聲音）
- 水色大象－UGO UGO LHUGA（日语：ウゴウゴルーガ）內短劇單元（1993年，的聲音）
- 魔進戰隊煌輝者 THE MOVIE Be-Bop Dream（2021年，夢之石的聲音[157]）

### 廣播節目
※記號表示網路廣播。
- 緒方惠美的東京Walker（日语：東京ウォーカー） 廣播站（TBS廣播）
- 緒方惠美的MUSIC COAST（AM-KOBE）
- 緒方惠美的向銀河吶喊！（日语：緒方恵美の銀河にほえろ!）（1996年—1998年，文化放送）
- 緒方惠美的All Night Nippon（日语：オールナイトニッポンのパーソナリティ一覧#スペシャルのみ）（1997年，日本放送）
- 緒方惠美的摯愛！寶貝！（1999年—2000年，AM KOBE）
- 緒方惠美的秘密的花～園（2001年，M.O.bay〈緒方惠美官網〉）※[158]
- 緒方vs土門（日语：土門仁） TASOGARE Mi☆漢組！（2002年，M.O.bay）※
- 緒方vs土門 KIRAMEKI Mi☆漢組！（2002年—2003年，M.O.bay）※
- ～緒方vs土門～ UKIUKI Mi☆漢組！（日语：〜緒方vs土門〜UKIUKIミ☆漢組!）系列（2003年—2005年，M.O.bay）※
- ～緒方vs土門～ MOEMOE♥漢組！（日语：〜緒方vs土門〜MOEMOE・漢組!）系列（2005年—2007年，M.O.bay、Lantis web radio（日语：ランティスウェブラジオ））※
- 今天是充實一天的“動畫歌曲”（日语：今日は一日○○三昧）系列（2007年，NHK-FM）
- 緒方惠美的薔薇色天獄系列（2007年—2009年，M.O.bay、Lantis web radio、音泉）※
- Tokoton動畫歌曲大辭典（日语：とことん○○#放送リスト）（2010年，NHK-FM）
- 辯駁電台 希望的嘉賓與絶望的緒方（2010年—2011年，animateTV（日语：アニメイトタイムズ））※
- 【戀愛巧克力電台】夢島朧［緒方惠美］震驚亂YO！（2010年—2011年，Lantis web radio）※
- 【戀愛巧克力電台】緒方惠美的震驚亂YO！Pure（2011年，Lantis web radio）※
- 動畫『戀愛與選舉與巧克力』電台 緒方惠美的震驚亂YO!!（2012年，HiBiKi Radio Station（日语：HiBiKi Radio Station））※
- 超級槍彈辯駁 ～緒方惠美的絕望學園廣播社～（2012年，animateTV、音泉、HiBiKi Radio Station）※
- 緒方惠美和妖精之國（2013年—2014年，HiBiKi Radio Station）※[159]
- 槍彈辯駁 The Animation 希望的電台與絶望的緒方（2013年，HiBiKi Radio Station、音泉、animateTV）※[160]
- 緒方惠美的完美晴天！每月談話現場廣播（2013年—2018年，niconico直播、音泉）※
- （2014年，TOKYO FM）
- 石田彰與緒方惠美的劇場版「女神異聞錄3」影時間電台（2015年—2016年，劇場版公式官網）※[161]
- 緒方惠美的少女美食研究部（2015年—2016年，animateTV）※
- 槍彈電台 －The End of 希望峰學園－（2016年，音泉）※[162]
- 仲冬夜的偉人 —帥氣聲音海外篇—（2016年，NHK-FM）
- 仲冬夜的偉人 —比利·喬爾 ～The Entertainer～—（2017年，NHK-FM）
- 緒方惠美的All Night Nippon R（2017年，日本放送）
- 文化放送行動plus presents 直播！緒方惠美的向銀河吶喊！2018 -NAMA-（日语：文化放送モバイルplus presents 生放送!）（2018年，文化放送行動+、超！A&G+）※
- 無線電人傑克（日语：ラジオマンジャック）（NHK-FM，隔週常駐成員，第1週&第3週星期六）[163]
- 電台中的平成網路史（暫）（2019年3月21日，NHK廣播第1）[164]
- 緒方惠美的咆哮歡呼搖滾！（2019年12月4日—，JFN PARK）※[165]
- 緒方惠美回歸 #hoerock 5！（2022年6月15日—，JFN PARK）※

### 廣播CD
- 戀巧廣播 緒方惠美的食研亂YO!!
  - 廣播CD第一彈！合輯
  - 廣播CD第二彈！合輯
  - 廣播CD第三彈！
- 緒方惠美與妖精之國。廣播CD Vol.1

### 廣告
- 南夢宮「幽☆遊白☆書 特別篇」（1994年，藏馬）
- 日本彩券協會（日语：日本宝くじ協会）「JUMBO彩券（日语：ジャンボ宝くじ）」（1995年，小庫）
- DIR EN GREY Blu-ray & DVD「Average Sorrow（日语：Average Sorrow）」（2015年，旁白）

### 旁白、朗讀、電視劇
- （TBS）
- 小知識之泉（2006年9月6日。碇真嗣的聲音）
- 日本怪談百物語（NHK綜合，2009年8月15日）
- 【期間限定】DIR EN GREY - Music Clip Collection Blu-ray & DVD『Average Sorrow』30秒廣告（2015年4月1日@YouTube）
- NHK特集 從今以後的我們（2015年7月11日—，哈修的聲音）
- 逃避雖可恥但有用 最終回放送直前剪輯（TBS，2016年12月18日[166][167]）
- NHK紀錄片 改變世界的瘋狂故事「可可·香奈兒」（NHK綜合，2018年4月30日[168]）
- 平成網路史（暫）（2019年1月2日—3日，NHK教育）[169]
- 聲優×怪談（第1夜）「赤之怪談」[170]（2019年8月14日）
- 聲優×怪談（第2夜）「黑之怪談」[170]（2019年8月15日）
- MIU404（TBS，2020年6月26日—9月4日，官方角色警丸君的聲音）[171]—負責AI應用中的語音、記者會部分等[172]。
- （BS-TBS，MC貓王牌君／和平，2021年4月—）
- 第6話（日本電視台，2021年5月19日，海洋生物的聲音）
- 100分鐘為世界加油！Let's cheer for the world！（NHK BS1，2021年8月24日）
- （NHK教育，2021年9月11日、18日，鵜鶘的聲音）
- 阿Q猜謎王（日语：クイズプレゼンバラエティー Qさま!!） 3小時特集「今年最後的學力王No.1決勝賽」（朝日電視台，2021年12月20日）
- 阿Q猜謎王 ～3小時特集～（朝日電視台，2022年2月14日）
- 目擊日本「0元唐揚朝聖」（NHK綜合，2022年2月20日）
- （關西電視台、富士電視台系列，2022年3月29日、2023年9月26日）
- 17歲帝國（日语：17才の帝国）（NHK綜合，2022年5月7日—6月4日，索隆的聲音）
- （BS富士，2023年8月15日）

### 電視演出
※記號表示網路電視。
- 與聲優夜遊（2018年—2019年，AbemaTV、動畫LIVE頻道）星期一主持人※[173]
- SWITCH訪問 達人們（日语：SWITCHインタビュー 達人達）（2018年3月17日，NHK教育、西野亮廣×緒方惠美）[174]
- BS1特集（日语：BS1スペシャル）「再見新世紀福音戰士 ～庵野秀明的1214天～」（2021年4月29日，NHK BSP）[175]
- （2022年，BS-TBS）
- 爆笑監視中！Monitoring（2023年11月23日、12月7日，TBS）

### 廣播
- MUCC（2007年11月25日公演）
- 電KURA（日语：電クラ）、電KURA2（日语：電クラ2）

### 企劃製作
- Precious Anime & Game Song Festival（音樂節，2022年3月27日）

### 舞台
- 劇団岸野組「森之石松外傳（日语：森の石松外伝） ～妖刀奇譚 總司與石松～」 （2004年11月7日—14日，本多劇場）—飾 沖田總司
- ARMs presents「天之星是昔日的光芒」（2009年9月—）—青山月見君想 等
- ARMs presents「全都因為愛（日语：愛すべき娘たち）」 原作：吉永史（2010年9月—， 等）—飾 大橋健 等
- ARMs presents「不思議少年（日语：不思議な少年 (漫画)）」 原作：山下和美（2011年9月22日—25日）—飾 青山月見君想·少年
- ARMs presents「火焰球藍調 ～近田久子的憂鬱～」 原作：桐野夏生（2014年4月26日—30日）—飾 青山月見君想·火渡抄子
- 朗讀劇「情書（英语：Love Letters (play)）」（2014年8月1日，PARCO劇場（日语：PARCO劇場））—飾 梅麗莎
- ARMs presents「Pietà」 原作：淺田次郎（2015年9月3日—6日，中野MOMO）—飾 李英
- LAL STORY 「神樂坂怪奇譚 棲」（2018年11月23日、2020年8月17日）—飾 泉鏡花
- VOICARION 「女王的房間」（2020年3月3日）—飾 麥克
- VOICARION 「信長之犬」（2020年9月8日）—飾 野口多門
- 朗讀劇「如果這世界貓消失了」（2022年6月25日、30日，劇場1010）—飾 惡魔、我[176]
- VOICARION 「第拾貳個服部半藏」（2022年11月5日、6日，博多座／12月3日、4日，新歌舞伎座）—飾 沖田總司
- 單人朗讀計劃第一彈「HALF MOON2023」（2023年1月14日）
- 森林音樂家克萊莓外傳 魔法少女育成計劃unripe duet（2023年1月28日、29日，草月演藝廳）—飾 克萊莓
- 單人朗讀計劃第一彈「機龍警察 沙彌」（2023年2月11日）
- 朗讀劇TACHIYOMI -第十卷- 10週年紀念公演 grateful ～欣賞、看戲、雨後……陽光～（2023年2月8日、9日、11日，陽光劇場）
- 15 Minutes Made in本多劇場（2023年2月22日—26日，本多劇場）
- 單人朗讀計劃第三彈「情書」（2023年3月11日）
- TBA Lab. PRODUCE朗讀劇「不思議少年（日语：不思議な少年 (漫画)）」公開試鏡（2023年9月9日，宇都宮HEAVEN’S ROCK VJ-4）
- TBA Lab. PRODUCE朗讀劇「不思議少年」公演（2023年9月9日、10日，宇都宮HEAVEN’S ROCK VJ-4）
- TBA Lab. PRODUCE朗讀劇「不思議少年」公開試鏡（2023年11月4日 長野INDIA live the SKY）
- TBA Lab. PRODUCE朗讀劇「不思議少年」公演（2023年11月4日、5日，長野INDIA live the SKY）
- 朗讀劇「如果這世界貓消失了」（2023年12月13日、15日，國民互助 coop 大廳（全勞濟會館）／SPACE ZERO（日语：スペース・ゼロ））—飾 惡魔、我
- VOICARION （2023年12月17日、18日、21日，創新劇院（日语：シアタークリエ））—飾 卡雷姆、塔列朗
- TBA Lab. PRODUCE朗讀劇「不思議少年」公開試鏡（2024年1月13日，大阪THE LIVE HOUSE soma）
- TBA Lab. PRODUCE朗讀劇「不思議少年」公演（2024年1月13日、14日，大阪THE LIVE HOUSE soma）
- 情書 ～2024 New Year Special～（2024年1月19日，PARCO劇場）—飾 梅麗莎[177]
- TBA Lab. PRODUCE朗讀劇「不思議少年」公開試鏡（2024年3月2日，F.A.D YOKOHAMA）
- TBA Lab. PRODUCE朗讀劇「不思議少年」公演（2024年3月2日、3日，F.A.D YOKOHAMA）

### 其它
- 淺間火山博物館（日语：浅間園）[178]
- SzumH 1st專輯宣傳動畫（2015年2月—，謎之少年）
- 監督不行屆（第參話 片尾插圖）
- ABE-GIG in 日本武道館（2015年10月2日，謎之少年）
- 2016年10月27日，標題「【唱歌吧】脫法搖滾【緒方惠美】」[179]（niconico動畫：Lantis）
- 2016年11月11日，標題「【緒方惠美】狼少年隊的主題曲【Neru】【流星】」（niconico動畫：Lantis）
- Benesse（2020年4月號—，吉祥物AI機器人·年中的聲音）
- 花王Titter活動（2020年，發表評論閱讀）

## 音樂作品

### 單曲
| 枚數 | 發行日期       | 單曲名稱（日文原名）           | 規格編號  | oricon最高排名 |
| ---- | -------------- | ------------------------------ | --------- | -------------- |
| 1st  | 1996年1月21日  |                                | SRDL-4146 |                |
| 2nd  | 1996年5月25日  | 風之墓碑（風の墓標）                   | PODX-1009 |                |
| 3rd  | 1996年7月10日  | 不是轟轟烈烈的愛我也不想要（） | PODX-1013 |                |
| 4th  | 1996年10月7日  | 酒紅色的心（）                 | PODX-1018 |                |
| 5th  | 1997年5月25日  | 時間飛躍（タイム·リープ）                   | PODX-1024 |                |
| 6th  | 1997年12月17日 | 嫉妒的痕跡（ジェラシーの痕跡）                 | PODX-1032 |                |
| 7th  | 1998年2月11日  | vacation map                   | PODX-1034 |                |
| 8th  | 1998年11月18日 | RA·SE·N                        | PODX-1040 |                |
| 9th  | 1999年7月1日   | silver rain                    | PODX-2001 |                |
| 10th | 1999年8月22日  | ANIMAL EYES                    | PODX-2002 |                |
| 11th | 2001年12月29日 |                                | LACM-4042 |                |
| 12th | 2013年10月2日  | innocent prisoner              | GNCA-0265 | 第78名         |

### 專輯

#### 原創專輯
| 枚數 | 發行日期       | 專輯名稱（日文原名）        | 規格編號   | oricon最高排名 |
| ---- | -------------- | --------------------------- | ---------- | -------------- |
| 1st  | 1995年4月21日  | Marine Legend               | SRCL-3209  | 第23名         |
| 2nd  | 1995年12月13日 | Winter Bird                 | SRCL-3445  | 第37名         |
| 3rd  | 1996年10月28日 | 多重人格 multipheno         | POCX-1054  | 第27名         |
| 4th  | 1998年3月11日  | MO                          | POCX-1094  | 第37名         |
| 5th  | 2000年1月10日  | rain                        | LACA-5020  | 圈外           |
| 6th  | 2003年7月2日   | stop,and Go→                | LACA-5184  | 第277名        |
| 7th  | 2004年10月22日 | 鏡之國的愛麗絲（）          | LHCA-5002  | 圈外           |
| 8th  | 2006年7月5日   | 夜明寺館。（）              | LHCA-5045  | 第285名        |
| 9th  | 2008年12月24日 | 666-rock.Lock.ROCK！-       | LHCA-5096  | 圈外           |
| 10th | 2012年1月25日  | Rebuild                     | LACA-15173 | 第151名        |
| 11th | 2013年11月27日 | Desire -希望-               | LACA-15348 | 第129名        |
| 12th | 2017年2月1日   | real/dummy                  | LACA-15629 | 第56名         |
| 13th | 2021年4月21日  | 劇藥-Dramatic Medicine-（劇薬-Dramatic Medicine-） | LACA-15844 | 第57名         |

#### 迷你專輯
| 枚數 | 發行日期       | 專輯名稱（日文原名） | 規格編號   | oricon最高排名 |
| ---- | -------------- | -------------------- | ---------- | -------------- |
| 1st  | 1994年3月16日  | HALF MOON            | TKCA-71675 | 第23名         |
| 2nd  | 1995年12月13日 | 我想成為聖誕老人（） | POCX-1058  | 第40名         |
| 3rd  | 2023年2月15日  | Animeg.30th（アニメグ。30th）      | LACA-25020 |                |

#### 精選專輯
| 枚數 | 發行日期       | 專輯名稱（日文原名） | 規格編號     | oricon最高排名 |
| ---- | -------------- | -------------------- | ------------ | -------------- |
| 1st  | 1999年6月30日  | RUNNER               | POCX-1120    |                |
| 2nd  | 2002年12月4日  | 想見你。（）         | LACA-9015/8  |                |
| 3rd  | 2007年10月3日  | Animeg.（）          | LHCA-5080    | 第162名        |
| 4th  | 2017年10月11日 | Animeg.25th（アニメグ。25th）      | LACA-15665   | 第33名         |
| 5th  | 2018年5月30日  | EARLY OGATA BEST     | LACA-9629/30 | 第55名         |

### 歌手參加作品
| 發行日期      | 商品名稱                                     | 歌                  | 樂曲                 | 備註                                                                                             |
| ------------- | -------------------------------------------- | ------------------- | -------------------- | ------------------------------------------------------------------------------------------------ |
| 2014年7月19日 | Starting STYLE!!                             | Lantis的所有人      | 「Starting STYLE!!」 | LIVE活動《15th Anniversary Live Lantis Festival 2014》主題歌曲                                   |
| 2017年4月5日  | GET WILD SONG MAFIA                          | 緒方惠美            | 「Get Wild」         |                                                                                                  |
| 2017年9月6日  | Plastic Tree Tribute～Transparent Branches～ | 緒方惠美            | 「」                 | 搖滾樂團Plastic Tree的致敬專輯。                                                                 |
| 2019年8月21日 | 實況主的逃脫遊戲【歌唱中】01                 | 緒方惠美            | 「」                 | 電視動畫《實況主的逃脫遊戲【直播中】》劇中插入歌                                                 |
| 2023年2月24日 |                                              | 緒方惠美 & 鬼頭明里 | 「」                 | ANCHOR負責作詞、作曲、編曲、企劃製作。Comic C-moa的呈現型漫畫年表綜藝節目《MANGA VIBLE》主題歌。 |
| 2023年11月2日 | Radical Palm Dancers                         | 緒方惠美 & 內田彩   | 「」                 | 電子漫畫大獎2024 官方主題歌曲                                                                    |

### 角色歌曲
| 發行日期 | 商品名稱                                           | 歌 | 樂曲                                                           | 備註                                                             |
| 1993年   | 1993年                                             | 1993年 | 1993年                                                         | 1993年                                                           |
| -------- | -------------------------------------------------- | --- | -------------------------------------------------------------- | ---------------------------------------------------------------- |
| 8月20日  | 幽遊白書 音樂戰鬥篇                                | 藏馬（緒方惠美） | 「」                                                           | 電視動畫《幽☆遊☆白書》相關歌曲                                   |
| 8月20日  | 幽遊白書 音樂戰鬥篇                                | 浦飯幽助（佐佐木望）、桑原和真（千葉繁）、藏馬（緒方惠美）、飛影（檜山修之）、雪村螢子（天野由梨）、牡丹（深雪早苗）、雪菜（白鳥由里）、小閻王（田中真弓） | 「」                                                           | 電視動畫《幽☆遊☆白書》相關歌曲                                   |
| 1994年   |                                                    | |                                                                |                                                                  |
| 4月27日  | 幽遊白書 電影原聲帶                                | 藏馬（緒方惠美） | 「NIGHTMARE」                                                  | 電影動畫《幽☆遊☆白書：冥界死鬥篇 炎之絆》相關歌曲                |
| 8月19日  | 幽遊白書 音樂戰鬥篇2                               | 藏馬（緒方惠美） | 「」                                                           | 電視動畫《幽☆遊☆白書》相關歌曲                                   |
| 8月19日  | 幽遊白書 音樂戰鬥篇2                               | 飛影（檜山修之）、桑原和真（千葉繁）、藏馬（緒方恵美） | 「EYE TO EYE」                                                 | 電視動畫《幽☆遊☆白書》相關歌曲                                   |
| 9月21日  | 美少女戰士S 水手天王星、水手海王星、小小月亮、PLUS | 天王遙／水手天王星（緒方恵美） | 「」                                                           | 電視動畫《美少女戰士S》相關歌曲                                  |
| 11月18日 | 幽☆遊☆白書 熱唱篇2 ～二重唱和卡拉OK特輯～          | 藏馬（緒方惠美）、飛影（檜山修之） | 「」                                                           | 電視動畫《幽☆遊☆白書》相關歌曲                                   |
| 11月18日 | 幽☆遊☆白書 熱唱篇2 ～二重唱和卡拉OK特輯～          | 浦飯幽助（佐佐木望）、桑原和真（千葉繁）、藏馬（緒方惠美）、飛影（檜山修之）                                                                               | 「」                                                           | 電視動畫《幽☆遊☆白書》相關歌曲                                   |
| 1995年   |                                                    | |                                                                |                                                                  |
| 5月19日  | 幽☆遊☆白書 回憶CD BOX                              | 藏馬（緒方惠美） | 「」                                                           | 電視動畫《幽☆遊☆白書》相關歌曲                                   |
| 5月19日  | 幽☆遊☆白書 回憶CD BOX                              | 浦飯幽助（佐佐木望）、桑原和真（千葉繁）、藏馬（緒方惠美）、飛影（檜山修之）                                                                               | 「」                                                           | 電視動畫《幽☆遊☆白書》相關歌曲                                   |
| 5月19日  | 幽☆遊☆白書 回憶CD BOX                              | 浦飯幽助（佐佐木望）、桑原和真（千葉繁）、藏馬（緒方惠美）、飛影（檜山修之）、雪村螢子（天野由梨）                                                         | 「」                                                           | 電視動畫《幽☆遊☆白書》相關歌曲                                   |
| 9月20日  | 魔法騎士雷阿斯 Original Song Book                  | 翡翠公主（緒方惠美） | 「罪」                                                         | 電視動畫《魔法騎士雷阿斯》相關歌曲                               |
| 11月10日 | 魔法騎士雷阿斯 形象歌曲 RUN/闇之夢                 | 伊格爾·彼喬（緒方惠美） | 「RUN」                                                        | 電視動畫《魔法騎士雷阿斯》相關歌曲                               |
| 11月10日 | 魔法騎士雷阿斯 形象歌曲 RUN/闇之夢                 | 翡翠公主（緒方惠美） | 「」                                                           | 電視動畫《魔法騎士雷阿斯》相關歌曲                               |
| 1996年   |                                                    | |                                                                |                                                                  |
| 1月1日   | 魔法騎士雷阿斯 Original Song Book 2                | 伊格爾·彼喬（緒方惠美） | 「」                                                           | 電視動畫《魔法騎士雷阿斯》相關歌曲                               |
| 1997年   |                                                    | |                                                                |                                                                  |
| 4月18日  | 魔法提琴手 第2樂章-I                               | Sizer（緒方惠美） | 「」                                                           | 電視動畫《魔法提琴手》相關歌曲                                   |
| 11月24日 | With Rayearth                                      | 伊格爾（緒方惠美） | 「Let It Over」                                                | OVA《雷阿斯》相關歌曲                                            |
| 1998年   |                                                    | |                                                                |                                                                  |
| 6月24日  | 庫洛魔法使 Character Single YUKITO                 | 月城雪兔（緒方惠美） | 「」                                                           | 電視動畫《庫洛魔法使》相關歌曲                                   |
| 2002年   |                                                    | |                                                                |                                                                  |
| 10月19日 | 圓盤皇女"我給了你重要的東西!?"歌曲專輯             | 瓦爾古蕾（緒方惠美） | 「blue moon」                                                  | 電視動畫《圓盤皇女》相關歌曲                                     |
| 10月30日 | 孤亂/妖龍離水                                      | 真田幸村（緒方惠美） | 「妖龍離水」                                                   | 電視動畫《SAMURAI DEEPER KYO》相關歌曲                           |
| 11月21日 | 圓盤皇女「瓦爾古蕾宇宙大歌劇」                     | 瓦爾古蕾（緒方惠美）、小瓦爾（望月久代） | 「」                                                           | OVA《圓盤皇女SPECIAL》片頭曲                                     |
| 11月21日 | 圓盤皇女「瓦爾古蕾宇宙大歌劇」                     | 時乃湯從業員一同 | 「」                                                           | 電視動畫《圓盤皇女》相關歌曲                                     |
| 12月25日 | SAMURAI DEEPER KYO 角色歌唱專輯「狂奏歌」          | 真田幸村（緒方惠美） | 「」 「妖龍離水」                                              | 電視動畫《SAMURAI DEEPER KYO》相關歌曲                           |
| 2003年   |                                                    | |                                                                |                                                                  |
| 9月10日  | 圓盤皇女 四人婚禮                                  | 瓦爾古蕾（緒方惠美） | 「」                                                           | OVA《圓盤皇女 星靈節的新娘》片尾曲                               |
| 9月10日  | 圓盤皇女 四人婚禮                                  | 瓦爾古蕾（緒方惠美） | 「」 「」 「」 「blue moon」                                   | 電視動畫《圓盤皇女》相關歌曲                                     |
| 9月10日  | 圓盤皇女 四人婚禮                                  | 合音：瓦爾古蕾（緒方惠美） | 「」                                                           | 電視動畫《圓盤皇女》相關歌曲                                     |
| 12月17日 | 圓盤皇女 十二月的夜想曲 大宇宙的音樂集             | 瓦爾古蕾（緒方惠美）&瓦爾古蕾·Ghost（緒方惠美） | 「」                                                           | 電視動畫《圓盤皇女 十二月的夜想曲》劇中插入歌                    |
| 2011年   |                                                    | |                                                                |                                                                  |
| 12月14日 | BLEACON ～BLEACH CONCEPT COVERS～ 2                | 蒂雅·赫麗貝兒（緒方惠美） | 「Velonica」                                                   | 電視動畫《BLEACH》相關歌曲                                       |
| 2014年   |                                                    | |                                                                |                                                                  |
| 11月12日 | 東京ESP 角色歌專輯 唱歌吧ESP                       | 大空步（緒方惠美） | 「WALKING IN TEMPO」                                           | 電視動畫《東京ESP》相關歌曲                                      |
| 2016年   |                                                    | |                                                                |                                                                  |
| 8月3日   |                                                    | 狛枝凪斗（緒方惠美） | 「」                                                           | 電視動畫《槍彈辯駁3 －The End of 希望峰學園－ 絕望篇》片尾主題曲 |
| 8月3日   | 「」                                               | 狛枝凪斗（緒方惠美） | 電視動畫《槍彈辯駁3 －The End of 希望峰學園－ 絕望篇》相關歌曲 |                                                                  |
| 9月28日  | 暗殺教室 精選輯 ～Music Memories～                 | 3年E組 | 「」                                                           | 電視動畫《暗殺教室》劇中插入歌                                   |
| 11月23日 | Musica Magica                                      | 克萊莓（緒方惠美） | 「」                                                           | 電視動畫《魔法少女育成計畫》相關歌曲                             |
| 2018年   |                                                    | |                                                                |                                                                  |
| 6月27日  |                                                    | 改造人間一鄉（緒方惠美） | 「改造人間哀歌」                                               | 電視動畫《魔法少女 俺》相關歌曲                                  |
| 2020年   |                                                    | |                                                                |                                                                  |
| 12月23日 | 全員惡玉 角色歌曲迷你專輯                          | 醫生（緒方惠美） | 「」                                                           | 電視動畫《全員惡玉》相關歌曲                                     |
| 2023年   |                                                    | |                                                                |                                                                  |
| 3月1日   | 颶風之宣誓 ～GRANBLUE FANTASY～                    | 格里姆尼爾（緒方恵美） | 「」                                                           | 遊戲《碧藍幻想》相關歌曲                                         |

### 其它參加作品
| 發行日期       | 商品名稱                | 歌       | 樂曲      | 備註                           |
| -------------- | ----------------------- | -------- | --------- | ------------------------------ |
| 1995年12月16日 | 幽☆遊☆白書 Super Covers | 緒方惠美 | 「」 「」 | 電視動畫《幽☆遊☆白書》相關歌曲 |
| 2020年8月26日  |                         | 緒方惠美 | 「」      |                                |

### 提供曲
- ELISA「GENETICA（日语：GENETICA）」（2016年，作詞）
- 電視動畫「魔法少女 我」角色歌曲（2018年，作詞）
  - 片尾曲（同時參加合唱）
  - 插入曲「愛·衝擊！」「要注意狂女騎士」
  - 其它「改造人間哀歌」
- 電視動畫「環戰公主」片尾曲「Circle-Lets Friends！」（2019年，作詞）

## 書籍
- 自傳隨筆集《再生（暫）》（2021年4月28日，KADOKAWA）[182]
- （2023年3月31日，角川書店，著：緒方惠美、angela、石川智晶、內田彩、川村由美（日语：川村ゆみ）、高橋洋子、中川翔子、堀江美都子、Lia）

## 腳註

## 外部連結
- Breathe Arts （日語）—Breathe Arts公式官網。
- M.O.bay （日語）—緒方惠美的官方個人網站。
- （日語）—緒方惠美的官方個人部落格。
- （日語）—緒方惠美的官方個人網站。
- （日語）—緒方惠美的傳記官網。
- 緒方惠美的X（前Twitter） （日語）
- M.O.bay STAFF官方的X（前Twitter） （日語）
- （日語）—WEB THE TELEVISION（日语：ザテレビジョン）
- 緒方惠美 （页面存档备份，存于） （日語）—SEIGURA web
- （日語）—goo人名事典
- 緒方惠美 （页面存档备份，存于） （日語）—KINENOTE
- 緒方惠美 （页面存档备份，存于） （日語）—oricon
- 緒方惠美 （页面存档备份，存于） （日語）—MOVIE WALKER PRESS（日语：MOVIE WALKER PRESS）
- 緒方惠美 （页面存档备份，存于） （日語）—電影.com（日语：映画.com）
- 緒方惠美 （页面存档备份，存于） （日語）—allcinema（日语：allcinema）
- 日本電影數據庫（JMDb）上緒方惠美的資料（日語）
- Megumi Ogata在互联网电影资料库（IMDb）上的資料（英文）